# Sabana de San Jerónimo
Sabana de San Jerónimo är en ort i Mexiko.   Den ligger i kommunen Villa de Allende och delstaten Mexiko, i den sydöstra delen av landet, 100 km väster om huvudstaden Mexico City. Sabana de San Jerónimo ligger 2 619 meter över havet och antalet invånare är 449.
Terrängen runt Sabana de San Jerónimo är kuperad. Runt Sabana de San Jerónimo är det ganska tätbefolkat, med 104 invånare per kvadratkilometer. Närmaste större samhälle är Valle de Bravo, 18,1 km sydväst om Sabana de San Jerónimo. I omgivningarna runt Sabana de San Jerónimo växer i huvudsak blandskog.